# Walt Morey
Walter „Walt“ Nelson Morey (3. února 1907, Hoquiam, Washington – 12. ledna 1992, Wilsonville, Oregon) byl americký spisovatel knih pro mládež odehrávajících se na americkém severozápadě a na Aljašce, tedy v místech, kde Morey žil po většinu svého života.
Morey neměl nikdy velký zájem o studium a po ukončení střední školy se živil jako dělník, pracoval v lese, byl boxerem a potápěčem. V počátcích své spisovatelské kariéry měl problémy kvůli svému nedostatečnému vzdělání. Psal v podstatě brakové povídky pro pulp magazíny, ale vyučil se na nich spisovatelskému řemeslu. Pak začal psát knihy pro mládež, za které získal řadu ocenění.

## Dílo
- No Cheers, No Glory (1945)
- Gentle Ben (1965, Dobrák Ben), román o přátelství medvěda a dvanáctiletého chlapce Marka.
- Kävik the Wolf Dog (1968, Kävik, vlčí pes).
- Angry Waters (1969, Divoké vody), dobrodružný román o patnáctiletém chlapci, který si jako člen party mladých zlodějů má odsloužit trest na osamělé farmě.
- Runaway Stallion (1970, Hřebec na útěku).
- Gloomy Gus (1970).
- Deep Trouble (1971, Velký problém).
- The Bear of Friday Creek (1971, Medvěd od Pátečního potoka).
- Scrub Dog of Alaska (1971, Zakrslý pes z Aljašky).
- Canyon Winter (1972, Zima v kaňonu), dobrodružný román o patnáctiletém chlapci, který je po havárii letadla nucen strávit zimu ve srubu osamělého lovce v kaňonu Skalistých hor.
- Home is the North (1973, Sever, můj domov), dobrodružný román o patnáctiletém chlapci, který si natolik oblíbí život na pobřeží Aljašky, že se brání přestěhování do města.
- Run Far, Run Fast (1974, Běž daleko, bež rychle).
- Operation Blue Bear (1975, Operace Lední medvěd).
- Year of the Black Pony (1976, Rok černého poníka).
- Sandy and the Rock Star (1979, Sandy a Skalní hvězda).
- Hero (1980, Hrdina).
- The Lemon Meringue Dog (1980).
- Death Walk (1991, Cesta smrti).

## Filmové adaptace
- Gentle Giant (1967, Dobrácký obr), americký film podle románu Dobrák Ben, režie James Neilson.
- Gentle Ben (1967–1969, Dobrák Ben), americký televizní seriál.
- The Courage of Kavik, the Wolf Dog (1980) kanadský televizní film, režie Peter Carter.
- The Wild Pony (1983, Divoký poník), kanadský film podle románu Rok černého poníka, režie Kevin Sullivan.
- Gentle Ben (2002, Dobrák Ben), americký televizní film, režie David S. Cass Sr.
- Gentle Ben 2: Danger on the Mountain (2003, Dobrák Ben 2: Nebezpečí na horách), americký televizní film, režie David S. Cass Sr., česky jako Dobrák Ben: Černé zlato.

## Česká vydání
- Sever, můj domov, Albatros, Praha 1973, přeložil Radoslav Nenadál.
- Zima v kaňonu, Albatros, Praha 1978, přeložil Radoslav Nenadál.
- Divoké vody, Albatros, Praha 1989, přeložil Jan Čermák.